# مون‌پلیه، لوئیزیانا
مون‌پلیه (به انگلیسی: Montpelier) شهری در ایالت لوئیزیانا کشور ایالات متحده آمریکا است که جمعیت آن در سرشماری سال ۲۰۱۰ میلادی، ۲۶۶ نفر بوده‌است.